# Everaldo Pontes
Everaldo de Souza Pontes (Pilar, 8 de agosto de 1955), é um ator brasileiro. Iniciou sua carreira no teatro durante a infância, seguindo os passos de sua irmã Zezita de Matos, tendo participado da peça Judas em Sábado de Aleluia, de Martins Pena. Identificou com o cinema durante a década de 1970, embora tenha abandonado a carreira artística para se tornar radialista entre 1983 a 1990.
Sua carreira no cinema deu-se início em 1998 em Central do Brasil. Porém, no ano seguinte, protagonizou São Jerônimo na obra homônima, que lhe garantiu o prêmio de Melhor Ator pelo Festival de Brasília. Durante a década de 2000, realizou papéis na televisão em A Pedra do Reino, Chamas da Vida, Duas Caras, Malhação ID e Força-Tarefa.

## Carreira
Nascido na cidade de Pilar, na Paraíba, Everaldo é filho de Maria José Pontes e Manuel Pontes. Iniciou sua carreira de ator no teatro desde a infância, ao seguir o mesmo ritmo de sua irmã, a atriz Zezita de Matos. Sua primeira obra Judas em Sábado de Aleluia, do dramaturgo Martins Pena. A partir da década de 1970, Everaldo começou a se identificar com o cinema paraibano, ao participar de um movimento junto com o músico Pedro Santos e do crítico de filmes Paulo Neto. Em 1978, teve maior destaque em espetáculos na Escola Piollin, ao lado do ator Luiz Carlos Vasconcelos.
Na década de 1980, abandonou a carreira artística para ser radialista, onde trabalhou na emissora de rádio entre 1983 a 1990. Logo em seguida, retornou para a Escola Piollin atuando na obra Anjos Augusto; além disso, a peça Vau da Sarapalha, outro trabalho do ator, teve destaque no Brasil e no exterior, uma vez que houve turnê na América Latina e Europa. Em 1998, iniciou sua carreira no cinema ao fazer uma participação em Central do Brasil. No ano seguinte, foi a vez de protagonizar no filme São Jerônimo, interpretendo o personagem homônimo, obra que lhe garantiu o prêmio no Festival de Brasília, na categoria de Melhor Ator. Entre 2000 a 2003, trabalhou em Abril Despedaçado, A Canga e Amarelo Mangá.
Em 2007, fez sua estreia na televisão como Pedro Lobato na microssérie A Pedra do Reino, do canal de televisão Rede Globo. No ano seguinte, voltou as telonas interpretando Soares em Bezerra de Menezes - O Diário de um Espírito; mesmo período em que esteve na telenovela Chamas da Vida, além de ser o pai do Juvenaldo em Duas Caras. Esteve na série Força-Tarefa em 2009 e, logo em seguida, em Malhação ID como Ariovaldo. Três anos depois, participou da telenovela Gabriela como Tio Silva, além de voltar ao cinema em Onde Borges Tudo Vê, dando sua vida ao Napoleão. Em abril de 2014, esteve presente nas gravações do filme Por Trás do Céu no qual interpretou o pai de Aparecida; além do longa Comeback, atuando o amigo de Nelson Xavier.

## Filmografia

### Televisão
| Ano  | Título            | Personagem        | Nota                                     |
| ---- | ----------------- | ----------------- | ---------------------------------------- |
| 2007 | A Pedra do Reino  | Pedro Beato       |                                          |
| 2008 | Chamas da Vida    | Zé dos Fogos      |                                          |
| 2008 | Duas Caras        | Gilvan Ferreira   |                                          |
| 2009 | Malhação ID       | Ariovaldo         |                                          |
| 2009 | Força-Tarefa      | Orlando           | Episódio: "Apenas um Homem Honesto"      |
| 2012 | Gabriela          | Tio Silva         | Episódio: "18 de junho"                  |
| 2016 | Fim do Mundo      | Ranulfo           |                                          |
| 2022 | Mar do Sertão     | Adamastor Andrada | Episódios: "2 de setembro–1 de novembro" |
| 2025 | Guerreiros do Sol | Padre Enoque      |                                          |

### Cinema
| Ano  | Filme                                       | Personagem           |
| ---- | ------------------------------------------- | -------------------- |
| 2024 | Salomé                                      |                      |
| 2023 | Três Tigres Tristes                         | Omar                 |
| 2022 | A Morte Habita à Noite                      | Gerente da autopeças |
| 2022 | Sol                                         | Theodoro             |
| 2022 | Último Domingo                              | Dotaim               |
| 2021 | Noites de Alface                            | Otto                 |
| 2020 | Os Escravos de Jó                           | Elifas Eli           |
| 2020 | O Barco                                     | Cego                 |
| 2019 | Notícias do Fim do Mundo                    | Alexandre Taylor     |
| 2019 | Abaixo a Gravidade                          | Bené                 |
| 2019 | Naticorda                                   | Homem na floresta    |
| 2018 | O Nó do Diabo                               | Bacelar              |
| 2018 | Sol Alegria                                 | Madre Superiora      |
| 2017 | Comeback: Um Matador Nunca se Aposenta      | Davi                 |
| 2017 | Deserto                                     | Draco                |
| 2017 | Clarisse ou Alguma Coisa Sobre Nós Dois     | Samuel               |
| 2017 | Os Pobres Diabos                            | Arnaldo              |
| 2016 | Por Trás do Céu                             | Pai da Aparecida     |
| 2015 | Batguano                                    | Batman               |
| 2012 | Onde Borges Tudo Vê                         | Napoleão             |
| 2012 | Sudoeste                                    | Malaquias            |
| 2010 | Olhos Azuis                                 | Avô de Bia           |
| 2009 | O Homem Mau Dorme Bem                       | Tio de Januário      |
| 2008 | Bezerra de Menezes: O Diário de um Espírito | Soares               |
| 2008 | Siri-Ará                                    | Rei                  |
| 2007 | Árido Movie                                 | Senhor das águas     |
| 2005 | Rapsódia para um Homem Comum                | José                 |
| 2003 | Amor Só de Mãe                              | Filho                |
| 2002 | Amarelo Manga                               | Carlos               |
| 2001 | Abril Despedaçado                           | Velho Cego           |
| 2001 | A Canga                                     | Edson                |
| 1999 | São Jerônimo                                | Jerônimo             |
| 1998 | Central do Brasil                           | Cliente de Dora      |

## Prêmios e indicações
Festival de Brasília (Troféu Candango)
- 1999 - Categoria: Melhor Ator - Vencedor[4]